# Sergio Nichiporuk
Sergio Nichiporuk Kulik (Itapúa, Paraguay; 24 de febrero de 1957) es un exfutbolista y entrenador paraguayo nacionalizado chileno. Jugó como delantero en varios equipos de Chile donde se radicó definitivamente. Desde 2016, trabaja como transportista.

## Trayectoria

### Como jugador
Nichiporuk comenzó su carrera en Paraná. En 1975, se trasladó a Asunción, donde hizo su debut profesional con 18 años vistiendo la camiseta del Nacional. Nichiporuk también jugó para San Lorenzo, antes de que Manuel Rodríguez Vega lo fichara para jugar en el Ñublense chileno en 1980.
Tras pasos por Ñublense, Santiago Wanderers and Iquique, Nichiporuk se traslada a España en enero de 1983, jugando 15 partidos para el Mallorca.
En 1984 Nichiporuk fichó por Magallanes, donde se lesionó de gravedad al quebrarse una pierna, lo que le dejó secuelas para el resto de su carrera. Tras un paso por Deportes La Serena, en 1986 viaja a México para unirse al Atlante. Regresó a Chile, para jugar por Deportes Laja y luego por Lota Schwager en 1990.

### Como entrenador
4 años después de retirarse del fútbol, Nichiporuk comenzó su carrera como entrenador, en el Municipal Las Condes. Luego pasó a Cobresal, donde tuvo varios pasos, logrando el ascenso en 1998. Nichiporuk dirigió a Santiago Morning, donde obtuvo el subcampeonato de la Copa Apertura 2000. También logró el ascenso con Deportes Puerto Montt en 2002.

## Clubes

### Como jugador
| Club                 | País     | Año       |
| -------------------- | -------- | --------- |
| Nacional             | Paraguay | 1975-1978 |
| Sportivo San Lorenzo | Paraguay | 1979      |
| Ñublense             | Chile    | 1980      |
| Santiago Wanderers   | Chile    | 1981      |
| Deportes Iquique     | Chile    | 1982      |
| RCD Mallorca         | España   | 1983      |
| Magallanes           | Chile    | 1983-1984 |
| Deportes La Serena   | Chile    | 1986      |
| Atlante              | México   | 1987-1988 |
| Deportes Laja        | Chile    | 1989      |
| Lota Schwager        | Chile    | 1990      |
| Municipal Las Condes | Chile    | 1991      |

### Como entrenador
| Club                 | País  | Año       | PJ  | PG  | PE  | PP  | Rendimiento |
| -------------------- | ----- | --------- | --- | --- | --- | --- | ----------- |
| Municipal Las Condes | Chile | 1994      | 34  | 20  | 9   | 5   | 67.64%      |
| Cobresal             | Chile | 1995-1996 | 80  | 41  | 19  | 20  | 59.17%      |
| Deportes Concepción  | Chile | 1997      | 30  | 8   | 9   | 13  | 36.67%      |
| Cobresal             | Chile | 1998-1999 | 60  | 28  | 16  | 16  | 55.56%      |
| Santiago Morning     | Chile | 2000      | 38  | 15  | 9   | 14  | 47.36%      |
| Deportes Concepción  | Chile | 2001      | 6   | 0   | 1   | 5   | 5.56%       |
| Puerto Montt         | Chile | 2001-2002 | 49  | 21  | 12  | 16  | 51.02%      |
| O'Higgins            | Chile | 2004      | 40  | 14  | 14  | 12  | 46.67%      |
| Arica                | Chile | 2005      | 18  | 6   | 6   | 6   | 42.42%      |
| Cobresal             | Chile | 2006      | 18  | 5   | 3   | 10  | 33.34%      |
| Lota Schwager        | Chile | 2007      | 10  | 0   | 4   | 6   | 13.33%      |
| Total                | Total | Total     | 383 | 158 | 102 | 123 | 50.13%      |

## Palmarés

### Como entrenador

#### Torneos nacionales
| Título    | Club         | País  | Año  |
| --------- | ------------ | ----- | ---- |
| Primera B | Cobresal     | Chile | 1998 |
| Primera B | Puerto Montt | Chile | 2002 |